# Список умерших в 511 году
В этой статье представлен список известных людей, умерших в 511 году.
См. также: Категория:Умершие в 511 году

## Ноябрь
- 27 ноября — Хлодвиг I, король франков (481/482—511) из династии Меровингов.

## Дата смерти неизвестна или требует уточнения
- Брон из Слайго, святой епископ ирландский.
- Вейла, знатный вестгот, участвовавший в войне 507—511 гг. между претендовавшими на престол Гезалехом и Амаларихом.
- Гезалех, король вестготов (507—511).
- Гильдард, святой, епископ Руанский, исповедник.
- Кассиодор Старший, комит священных щедрот при правителе Италии Одоакре, префект претория Италии при короле остготов Теодорихе Великом.
- Максим из Павии, святой, епископ Павии (с 496).
- Флавий Аркадий Плацид Магн Феликс, римский политик, консул Римской империи (511).

| Список умерших в 510 году | Список умерших в 511 году | Список умерших в 512 году |